# Fly on the Wall (album)
Pour les articles homonymes, voir Fly on the Wall.
Albums de AC/DC
'74 Jailbreak
(1984) Who Made Who
(1986)
Singles
1. Danger
Sortie : juin 1985
2. Sink the Pink
Sortie : septembre 1985
3. Shake Your Fondations
Sortie : janvier 1986

Fly on the Wall est le 9e album du groupe AC/DC sorti le 28 juin 1985 sur le label Atlantic Records.

## Historique
Second album auto-produit par le groupe — qui ne rééditera pas d'autoproductions par la suite —, c'est aussi le premier album avec le batteur Simon Wright. Comme pour leur album précédent, Flick of the Switch, Angus et Malcolm Young choisirent de produire en vue de capturer la crudité et la simplicité de leurs premières œuvres à une époque où le glam metal orienté pop devenait populaire.
L'album ne fut pas bien reçu par les critiques à cause de sa production et ne se vendit pas beaucoup lors de sa sortie. Cependant, les chansons Shake Your Foundations et Sink the Pink sont considérées comme des classiques du groupe,, et les deux chansons furent incluses (Shake Your Foundations sous une version remixée) dans le film Maximum Overdrive de Stephen King et par conséquent dans l'album Who Made Who. Une vidéo du groupe jouant cinq chansons de l'album fut réalisée en été 1985.
L'album fut remasterisé en 2003.

## Liste des titres
Face 1
1. Fly on the Wall (3:44)
2. Shake Your Foundations (4:10)
3. First Blood (3:46)
4. Danger (4:22)
5. Sink the Pink (4:15)

Face 2
1. Playing with Girls (3:44)
2. Stand Up (3:53)
3. Hell or High Water (4:32)
4. Back in Business (4:24)
5. Send for the Man (3:36)

Toutes les chansons ont été écrites par Malcolm Young, Angus Young et Brian Johnson.

## Formation
- Brian Johnson : Chant
- Angus Young : Guitare solo
- Malcolm Young : Guitare rythmique
- Cliff Williams : Basse
- Simon Wright : Batterie

### Production
- Produit par Angus et Malcolm Young
- Mark Dearnley – ingénieur du son
- Bob Defrin – directeur artistique
- Todd Schorr – illustration de la pochette

## Position dans les charts

### Album
Charts
| Pays                                  | Durée du classement | Meilleur classement | Date              |
| ------------------------------------- | ------------------- | ------------------- | ----------------- |
| Allemagne (GfK Entertainment)         | 11 semaines         | 14e                 | 29 juillet 1985   |
| Australie (AMR Albums Chart)          | 6 semaines          | 4e                  | 5 août 1985       |
| Autriche (Ö3 Austria Top 40)          | 6 semaines          | 24e                 | 15 septembre 1985 |
| Canada (RPM)                          | 17 semaines         | 30e                 | 24 août 1985      |
| États-Unis (Billboard 200)            | 30 semaines         | 32e                 | 9 juillet 1985    |
| France (SNEP)                         | 3 semaines          | 19e                 | 12 octobre 2008   |
| Norvège (VG-lista)                    | 1 semaine           | 17e                 | 22 juillet 1985   |
| Nouvelle-Zélande (RMNZ Albums Top40)  | 7 semaines          | 22e                 | 25 août 1985      |
| Pays-Bas (MegaCharts)                 | 6 semaines          | 26e                 | 27 juillet 1985   |
| Royaume-Uni (UK Albums Chart)         | 10 semaines         | 7e                  | 7 juillet 1985    |
| Royaume-Uni (UK Rock and Metal Chart) | 1 semaine           | 29e                 | 22 août 2010      |
| Suède (Sverigetopplistan)             | 5 semaines          | 10e                 | 9 août 1985       |
| Suisse (Schweizer Hitparade)          | 6 semaines          | 19e                 | 28 juillet 1985   |

Certifications
| Pays                 | Certification | Ventes      | Date            |
| -------------------- | ------------- | ----------- | --------------- |
| Allemagne (BVMI)     | Or            | 250 000 +   | 1995            |
| Australie (ARIA)     | 3 × Platine   | 210 000 +   | 30 janvier 2013 |
| États-Unis (RIAA)    | Platine       | 1 000 000 + | 22 janvier 2001 |
| Royaume-Uni (BPI)    | Argent        | 60 000 +    | 7 janvier 1986  |
| Suisse (IFPI Suisse) | Or            | 25 000 +    | 1991            |

### Singles
| Single                 | Chart                    | Durée du classement | Position | Date             |
| ---------------------- | ------------------------ | ------------------- | -------- | ---------------- |
| Danger                 | (UK Singles Chart)       | 4 semaines          | 48e      | 14 juillet 1985  |
| Danger                 | (RMNZ Singles Top40)     | 1 semaine           | 47e      | 11 août 1985     |
| Sink the Pink          | (Mainstream Rock Tracks) | 4 semaines          | 44e      | 7 septembre 1985 |
| Shake Your Foundations | (UK Singles Chart)       | 5 semaines          | 24e      | 19 janvier 1986  |
| Shake Your Foundations | (IRMA)                   | 3 semaines          | 23e      | 16 janvier 1986  |

## Vidéo
Une VHS du même nom est sortie pendant l'été 1985. Celle-ci consiste en un mini film mettant en scène le groupe jouant cinq chansons de l'album (Fly on the Wall, Danger, Sink the Pink, Stand Up, et Shake Your Foundations) en playback dans un petit bar de New York nommé "The Crystal Ballroom".
Le mini-film commence avec l'annonceur, nommé Decadent Dan, qui annonce à la salle presque vide : « Nous avons un groupe très spécial pour vous ce soir, alors nous allons donner une grande Crystal Ballroom de bienvenue à... Quel est le nom du groupe ? » avant que quelqu'un hors de l'image chuchote AC/DC, auquel Dan rapplique « AC/DC ! Que faites-vous les gars, une sorte de compagnie d'électricité ? » Le groupe monte alors sur le plateau et joue la chanson-titre, Fly on the Wall.
Plusieurs petites péripéties sont ensuite présentés dans le bar avec notamment quoi ? et de nouveaux personnages sont introduits au cours de chaque chanson. Parmi les personnages on trouve notamment un photographe tentant de se faufiler pour prendre des photographies du groupe, la mouche de la pochette de l'album et le barman qui met des protections auditives à ses oreilles.
Ce film n'a jamais été réédité en DVD mais le mini-film est présent sur le double DVD Family Jewels, sorti en 2005.